# Linea Nishitetsu Tenjin-Ōmuta

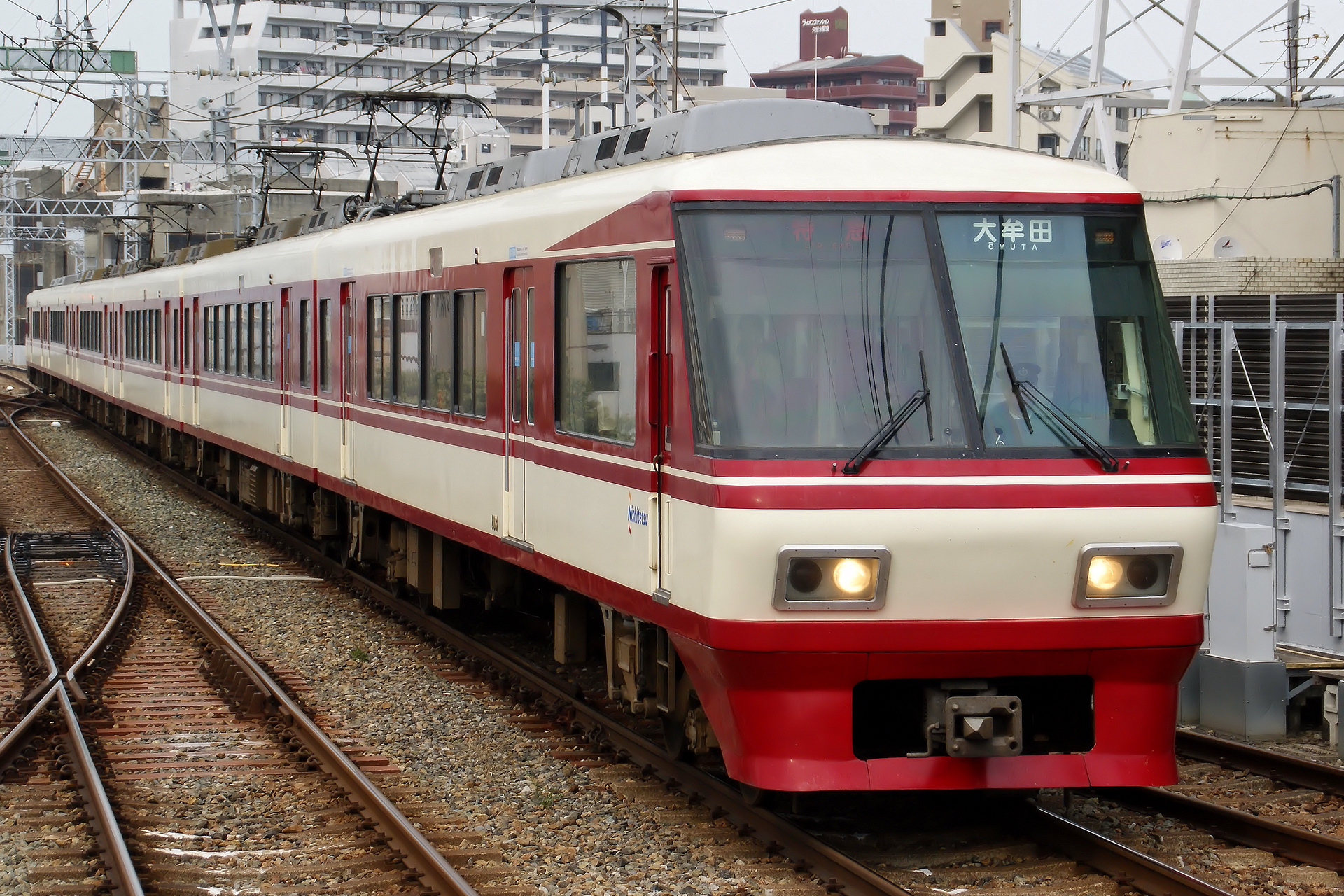
Treno Espresso Limitato della serie 8000

La Linea Nishitetsu Tenjin-Ōmuta  (西鉄天神大牟田線?, Nishitetsu Tenjin-Ōmuta-honsen) è una ferrovia in parte suburbana e in parte regionale a scartamento ordinario che collega Fukuoka con la città di Ōmuta, nella prefettura di Fukuoka in Giappone.

## Dati principali
- Lunghezza: 74,8 km
- Numero di stazioni: 49
- Scartamento ferroviario: 1,435 mm
- Binari:
  - Raddoppio: sezioni Nishitetsu Fukuoka (Tenjin) - Shikenjōmae, Daizenji - Kamachi, Hiraki - Ōmuta
  - Singolo: la parte restante della linea
- Elettrificazione: 1,500 V CC
- Sistema di blocco: automatico
- Velocità massima: 110 km/h

## Servizi
Oltre ai treni locali, fermanti in tutte le stazioni, sono disponibili diversi servizi rapidi.
Locale (普通?, Futsū)
Ferma in tutte le stazioni, fra Nishitetsu Fukuoka (Tenjin) e Chikushi o Daizenji sulla linea corrente, Nishitetsu Fukuoka (Tenjin) e Dazaifu sulla linea Dazaifu, fra Amagi sulla linea Amagi e Ōmuta. I servizi vengono operati, sulla linea Daizafu con treni da 4 o 7 casse, mentre sulla linea Amagi da treni con due casse.
Espresso (急行?, Kyūkō) (Ex)
Disponibile tutto il giorno. Alcuni espressi sono operati come locali nella parte a sud della linea. Durante il giorno sono disponibili due espressi all'ora per direzione fra Nishitetsu Fukuoka (Tenjin) e Nishitetsu Ogōri, e due fra Nishitetsu Fukuoka e Hanabatake. Vengono utilizzati treni a 6 casse della serie 2000 e 5000.
Espresso Limitato (特急?, Tokkyū) (LE)
Fra Nishitetsu Fukuoka (Tenjin) e Ōmuta, 2 servizi all'ora per direzione. Vengono usati treni della serie 8000 a 7 casse durante il giorno, e elettrotreni delle serie 5000, 6000 e 6050 durante le ore di punta.

## Stazioni
- Tutte le stazioni si trovano nella prefettura di Fukuoka
- I treni locali fermano in tutte le stazioni e non sono quindi indicati nella tabella

Legenda
●：Ferma
▲：Ferma solo l'Espresso per Chikushi
△：Fermano alcuni espressi diretti a Ogōri o originanti da Yanagawa, Tsubuku, Shikenjōmae e Hanabatake
■：Fermano gli espressi originanti da Shikenjōmae, alcuni espressi diretti a Tsubuku, Daizenji e Yanagawa, e gli espressi originanti a Ōmuta per Kurume
｜：Non ferma
Binario: ∥: doppio; ◇: singolo (possibile incrocio dei treni),｜:singolo (non possibile l'incrocio);∨: da qui in poi binario singolo; ∧: da qui in poi binario doppio
| Stazione                    | Giapponese       | Distanza interst. | Distanza totale | EX | EL | Collegamenti                                       | Binari | Posizione               |
| --------------------------- | ---------------- | ----------------- | --------------- | -- | -- | -------------------------------------------------- | ------ | ----------------------- |
| Nishitetsu Fukuoka (Tenjin) | 西鉄福岡（天神） | -                 | 0.0             | ●  | ●  | Linea Kūkō (Tenjin) Linea Nanakuma (Tenjin-Minami) | ∥      | Chūō-ku Fukuoka         |
| Yakuin                      | 薬院             | 0.8               | 0.8             | ●  | ●  | Linea Nanakuma                                     | ∥      | Chūō-ku Fukuoka         |
| Nishitetsu Hirao            | 西鉄平尾         | 1.0               | 1.8             | ｜ | ｜ |                                                    | ∥      | Chūō-ku Fukuoka         |
| Takamiya                    | 高宮             | 1.1               | 2.9             | ｜ | ｜ |                                                    | ∥      | Minami-ku Fukuoka       |
| Ōbashi                      | 大橋             | 1.4               | 4.3             | ●  | ｜ |                                                    | ∥      | Minami-ku Fukuoka       |
| Ijiri                       | 井尻             | 1.8               | 6.1             | ｜ | ｜ |                                                    | ∥      | Minami-ku Fukuoka       |
| Zasshōnokuma                | 雑餉隈           | 1.9               | 8.0             | ｜ | ｜ |                                                    | ∥      | Hakata-ku Fukuoka       |
| Kasugabaru                  | 春日原           | 1.5               | 9.5             | ●  | ｜ |                                                    | ∥      | Kasuga                  |
| Shirakibaru                 | 白木原           | 1.3               | 10.8            | ｜ | ｜ |                                                    | ∥      | Ōnojō                   |
| Shimoōri                    | 下大利           | 0.8               | 11.6            | ●  | ｜ |                                                    | ∥      | Ōnojō                   |
| Tofurōmae                   | 都府楼前         | 2.2               | 13.8            | ｜ | ｜ |                                                    | ∥      | Dazaifu                 |
| Nishitetsu Futsukaichi      | 西鉄二日市       | 1.4               | 15.2            | ●  | ●  | Linea Nishitetsu Dazaifu                           | ∥      | Chikushino              |
| Murasaki                    | 紫               | 0.9               | 16.1            | ▲  | ｜ |                                                    | ∥      | Chikushino              |
| Asakuragaidō                | 朝倉街道         | 1.5               | 17.6            | ●  | ｜ |                                                    | ∥      | Chikushino              |
| Sakuradai                   | 桜台             | 1.8               | 19.4            | ▲  | ｜ |                                                    | ∥      | Chikushino              |
| Chikushi                    | 筑紫             | 1.4               | 20.8            | ●  | ｜ |                                                    | ∥      | Chikushino              |
| Tsuko                       | 津古             | 2.2               | 23.0            | △  | ｜ |                                                    | ∥      | Ogōri                   |
| Mikunigaoka                 | 三国が丘駅       | 1.1               | 24.1            | ●  | ｜ |                                                    | ∥      | Ogōri                   |
| Mitsusawa                   | 三沢             | 1.5               | 25.6            | △  | ｜ |                                                    | ∥      | Ogōri                   |
| Ōho                         | 大保             | 1.4               | 27.0            | △  | ｜ |                                                    | ∥      | Ogōri                   |
| Nishitetsu Ogōri            | 西鉄小郡         | 1.7               | 28.7            | ●  | ｜ | Ferrovia Amagi (Ogōri)                             | ∥      | Ogōri                   |
| Hatama                      | 端間             | 2.0               | 30.7            | △  | ｜ |                                                    | ∥      | Ogōri                   |
| Ajisaka                     | 味坂             | 3.0               | 33.7            | △  | ｜ |                                                    | ∥      | Ogōri                   |
| Miyanojin                   | 宮の陣           | 2.8               | 36.5            | ●  | ｜ | Linea Nishitetsu Amagi                             | ∥      | Kurume                  |
| Kushiwara                   | 櫛原             | 1.2               | 37.7            | △  | ｜ |                                                    | ∥      | Kurume                  |
| Nishitetsu Kurume           | 西鉄久留米       | 0.9               | 38.6            | ●  | ●  |                                                    | ∥      | Kurume                  |
| Hanabataje                  | 花畑             | 0.9               | 39.5            | ●  | ●  |                                                    | ∥      | Kurume                  |
| Shikenjōmae                 | 試験場前         | 0.6               | 40.1            | ■  | ｜ |                                                    | ∨      | Kurume                  |
| Tsubuku                     | 津福             | 1.3               | 41.4            | ■  | ｜ |                                                    | ◇      | Kurume                  |
| Yasutake                    | 安武             | 1.4               | 42.8            | ■  | ｜ |                                                    | ◇      | Kurume                  |
| Daizenji                    | 大善寺           | 2.3               | 45.1            | ●  | ●  |                                                    | ∧      | Kurume                  |
| Mizuma                      | 三潴             | 1.8               | 46.9            | ■  | ｜ |                                                    | ∥      | Kurume                  |
| Inuzuka                     | 犬塚             | 1.1               | 48.0            | ■  | ｜ |                                                    | ∥      | Kurume                  |
| Ōmizo                       | 大溝             | 2.6               | 50.6            | ■  | ｜ |                                                    | ∥      | Ōki Distretto di Mizuma |
| Hatchōmuta                  | 八丁牟田         | 2.3               | 52.9            | ■  | ｜ |                                                    | ∥      | Ōki Distretto di Mizuma |
| Kamachi                     | 蒲池             | 2.6               | 55.5            | ■  | ｜ |                                                    | ∨      | Yanagawa                |
| Yakabe                      | 矢加部           | 1.8               | 57.3            | ■  | ｜ |                                                    | ｜     | Yanagawa                |
| Nishitetsu Yanagawa         | 西鉄柳川         | 1.1               | 58.4            | ●  | ●  |                                                    | ◇      | Yanagawa                |
| Tokumasu                    | 徳益             | 1.3               | 59.7            | ｜ | ｜ |                                                    | ｜     | Yanagawa                |
| Shiotsuka                   | 塩塚             | 1.4               | 61.1            | ｜ | ｜ |                                                    | ◇      | Yanagawa                |
| Semaforo di Nakajima        | 中島信号場       | -                 | (63.1)          | ｜ | ｜ |                                                    | ◇      | Yanagawa                |
| Nishitetsu Nakajima         | 西鉄中島         | 2.4               | 63.5            | ｜ | ｜ |                                                    | ｜     | Yanagawa                |
| Enōra                       | 江の浦           | 1.6               | 65.1            | ｜ | ｜ |                                                    | ◇      | Miyama                  |
| Hiraki                      | 開               | 1.5               | 66.6            | ｜ | ｜ |                                                    | ∧      | Miyama                  |
| Nishitetsu Wataze           | 西鉄渡瀬         | 1.3               | 67.9            | ｜ | ｜ |                                                    | ∥      | Ōmuta                   |
| Kuranaga                    | 倉永             | 1.7               | 69.6            | ｜ | ｜ |                                                    | ∥      | Ōmuta                   |
| Higashi-Amagi               | 東甘木           | 1.2               | 70.8            | ｜ | ｜ |                                                    | ∥      | Ōmuta                   |
| Nishitetsu Ginsui           | 西鉄銀水         | 1.3               | 72.1            | ｜ | ｜ |                                                    | ∥      | Ōmuta                   |
| Shin-Sakaemachi             | 新栄町           | 1.6               | 73.7            | ●  | ●  |                                                    | ∥      | Ōmuta                   |
| Ōmuta                       | 大牟田           | 1.1               | 74.8            | ●  | ●  | Linea principale Kagoshima                         | ∥      | Ōmuta                   |